# Antyfaszyzm w Polsce
Antyfaszyzm w Polsce jako ruch istnieje od lat 20. XX wieku, kiedy to zaczęły powstawać grupy oraz organizacje sprzeciwiające się faszyzmowi, jak i innym skrajnym formom nacjonalizmu.

## Historia

### II Rzeczpospolita

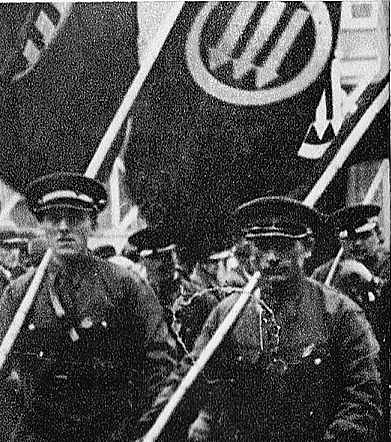
Członkowie Akcji Socjalistycznej z flagami, na których widnieje antyfaszystowski symbol trzech strzał

Ruch antyfaszystowski w Polsce ma swoje początki już w latach 20. XX wieku. W tym czasie najliczniejsze środowiska antyfaszystowskie były skupione w szeregach Polskiej Partii Socjalistycznej oraz organizacjach komunistycznych i anarchistycznych. Również socjaliści z żydowskiej partii Bund zdecydowanie występowali z pozycji internacjonalistycznych przeciwko grupom faszystowskim i faszyzującym, takim jak np. Związek Faszystów.
Do głównych działań antyfaszystowskich należała ochrona wieców i demonstracji (także pochodów pierwszomajowych) przed atakami. Początkowo zajmowały się tym oddziały milicji PPS oraz inne organizacje o charakterze bojówek, natomiast w latach 30. XX wieku rozwój działalności organizacji faszyzujących oraz nacjonalistycznych spowodował zjednoczenie tego typu ruchów w tzw. Akcję Socjalistyczną. W jej szeregi weszli działacze milicji PPS, OM TUR, Czerwonego Harcerstwa i innych organizacji lewicowych. Ochroną wieców komunistycznych zajmowali się członkowie Wydziału Wojskowego KPP.
Część działaczy ruchu antyfaszystowskiego, szczególnie tych związanych z KPP (m.in. Karol Świerczewski), wzięło udział w hiszpańskiej wojnie domowej, gdzie walczyli po stronie rządu republikanów. Działali oni głównie w szeregach Brygad Międzynarodowych (m.in. w polskim Batalionie im. Jarosława Dąbrowskiego). W 1936 r., na fali krwawo stłumionych wystąpień i demonstracji robotniczych we Lwowie w dniach 16–17 maja, odbył się Zjazd Pracowników Kultury w Obronie Wolności i Postępu, w którym uczestniczyli znani lewicowi intelektualiści związani z ruchem socjalistycznym i komunistycznym oraz postępowym, m.in. Romain Rolland, Heinrich Mann, Tadeusz Kotarbiński, Halina Krahelska, Leon Kruczkowski, Wanda Wasilewska. Kongres potępił militaryzm, szowinizm, faszyzm oraz imperializm, wzywając do internacjonalistycznej walki z faszyzmem. W roku 1938 w Łodzi odbył się III Kongres Organizacji Postępowych, gdzie omawiano sposoby walki z reżimami autorytarnymi i faszystowskimi. W kongresie brali udział przedstawiciele wielu polskich, żydowskich, białoruskich, ukraińskich i niemieckich środowisk lewicowych, reprezentujących narody zamieszkujące w II RP.

### II wojna światowa

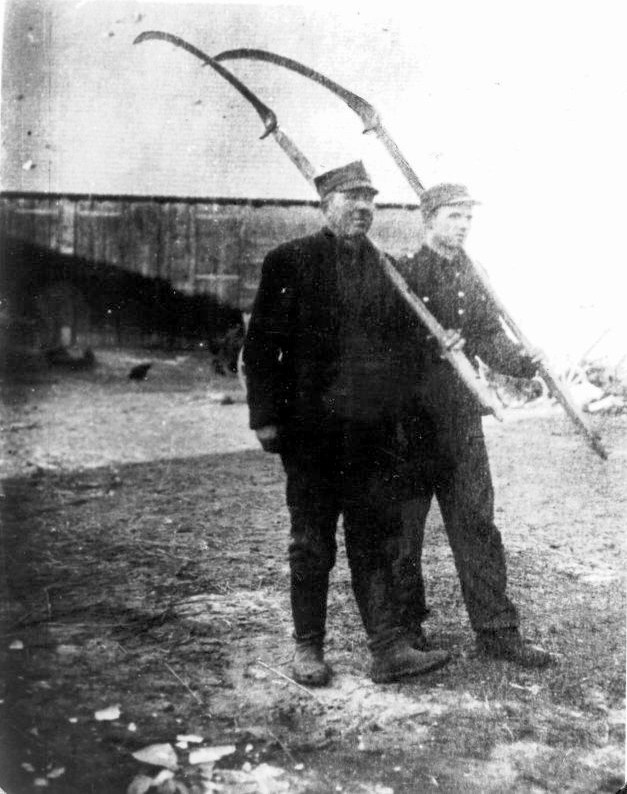
„Czerwoni kosynierzy” w 1939

Na początku II wojny światowej działacze antyfaszystowscy, m.in. członkowie Akcji Socjalistycznej czy Klasowych Związków Zawodowych, zasilali szeregi Robotniczej Brygady Obrony Warszawy oraz gdyńskich kosynierów (zwanych również czerwonymi kosynierami).
W okresie okupacji antyfaszyści walczyli w szeregach wielu organizacji podziemnych, takich jak:

#### Socjalistyczne formacje polskiego, antyfaszystowskiego ruchu oporu
- Socjalistyczna Organizacja Bojowa
- Polska Armia Ludowa
- Polska Ludowa Akcja Niepodległościowa
- Robotnicza Partia Polskich Socjalistów
- Milicja Ludowa Robotniczej Partii Polskich Socjalistów
- Milicja Robotnicza PPS-WRN
- Formacje Bojowo-Milicyjne Polskich Socjalistów

#### Komunistyczne formacje polskiego, antyfaszystowskiego ruchu oporu
- Polska Wojskowa Organizacja Rewolucyjna
- Związek Walki Wyzwoleńczej
- Gwardia Ludowa
- Armia Ludowa

#### Anarchosyndykalistyczne i syndykalistyczne formacje polskiego, antyfaszystowskiego ruchu oporu
- Syndykalistyczna Organizacja „Wolność”
- Związek Syndykalistów Polskich

#### Socjalistyczne i komunistyczne formacje żydowskiego, antyfaszystowskiego ruchu oporu
- Antyfaszystowska Organizacja Bojowa
- Blok Antyfaszystowski
- Żydowska Organizacja Bojowa

#### Komunistyczne i socjalistyczne formacje z udziałem Polaków i obywateli polskich we francuskim i jugosłowiańskim antyfaszystowskim ruchu oporu
- Francs-tireurs et partisans – Main d’oeuvre immigrée
- 5 Batalion 14 Środkowobośniackiej Brygady NOVJ
- Brygada „Liberte”

#### Inne formacje
- Armia Krajowa
  - Gwardia Ludowa WRN scalona z AK od 1942

### Polska Ludowa
W Polsce Ludowej faszyzm, jak i partie odwołujące się do jego elementów były całkowicie nielegalne oraz zwalczane przez państwo.

### III Rzeczpospolita
Na początku lat 90. XX wieku koncerty punkowe oraz festiwale alternatywne były zakłócane przez grupy nacjonalistycznych skinheadów. Początkowo konflikt pomiędzy osobami o poglądach antyfaszystowskich a działaczami odwołującymi się do ideologii narodowych miał charakter walki subkultur, z czasem jednak przyjął wymiar polityczny. W całej Polsce powstawały nierejestrowane grupy antyfaszystowskie zwane ekipami. Od tego czasu w całej Polsce powstawały nierejestrowane grupy antyfaszystowskie. Do pierwszych z nich zaliczyć można wrocławski Anti-Nazi Front, Radykalna Akcja Antyfaszystowska czy grupy Skinheads Against Racial Prejudice (SHARP). Składały się z członków kontrkultur oraz anarchistów stawiających opór bojówkom Narodowego Odrodzenia Polski, Polskiej Wspólnoty Narodowej, Polskiego Frontu Narodowego, a także neonazistowskim gangom nie związanym z partiami.

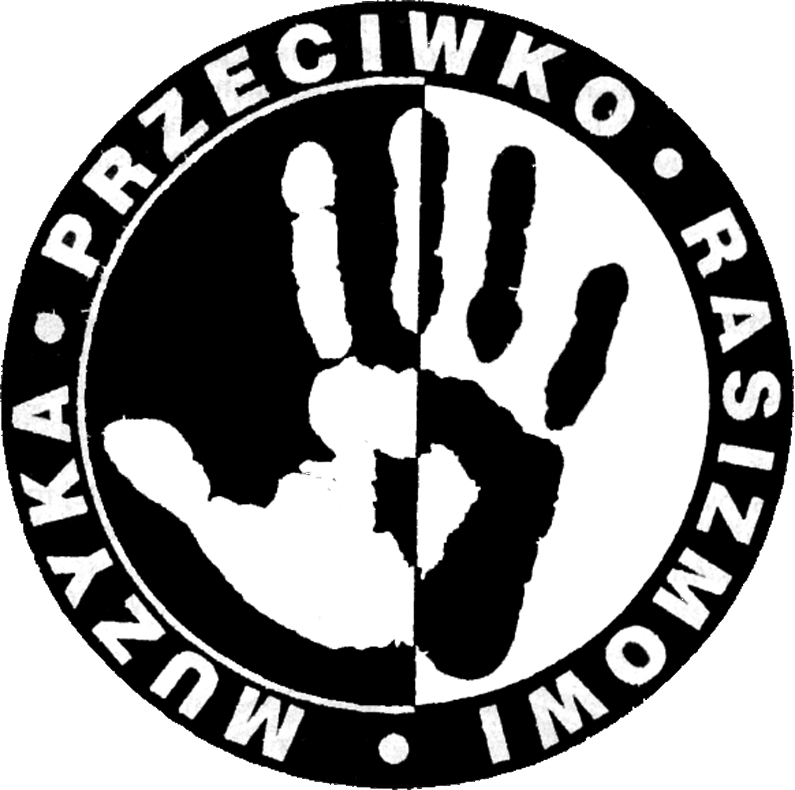
Logo kampanii społecznej Muzyka Przeciwko Rasizmowi

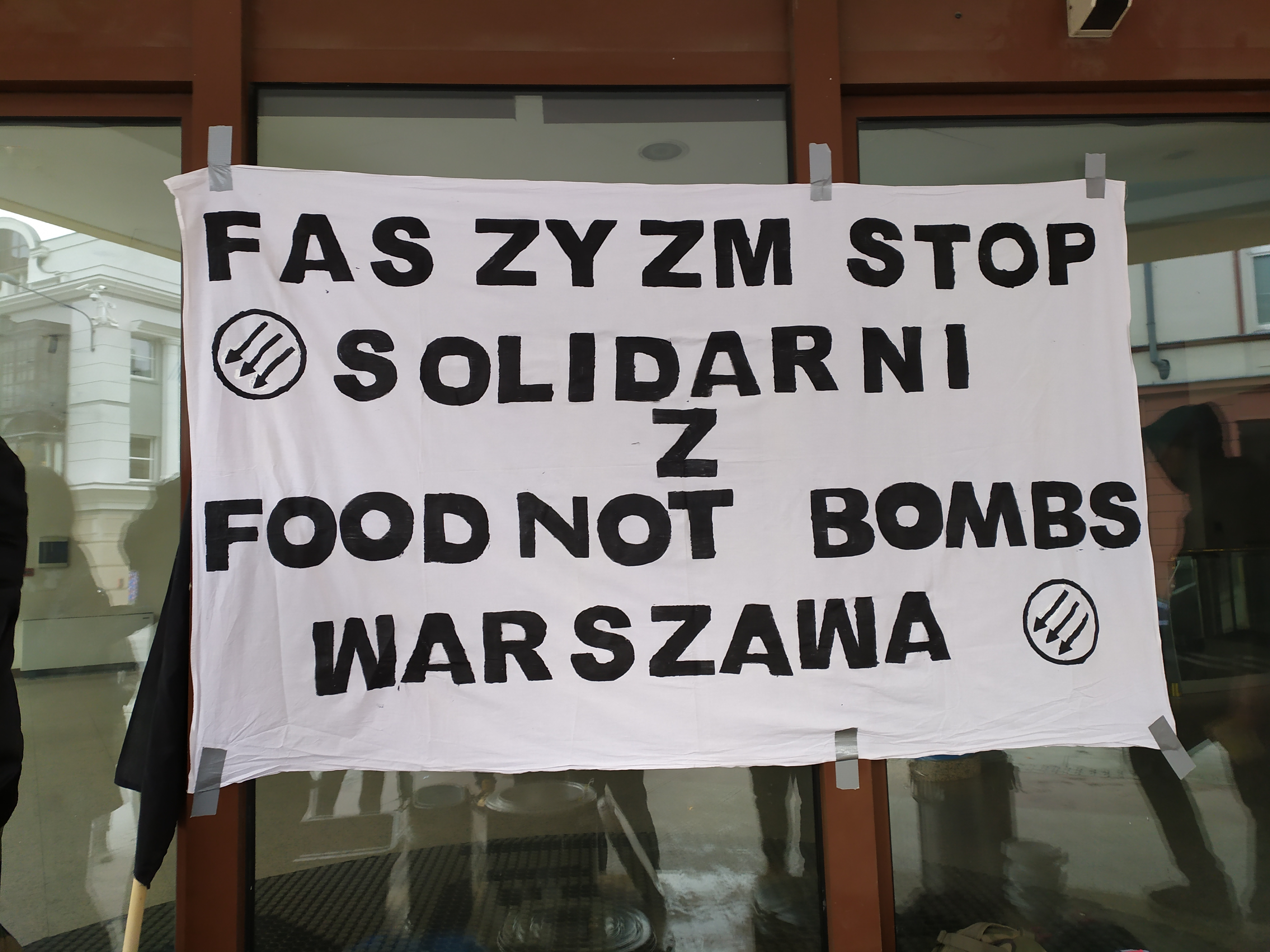
Baner podczas jednej z akcji Jedzenie Zamiast Bomb w Łodzi (2019).

W 1993, w czasie marszu sprzeciwiającego się karaniu osób posiadających narkotyki, manifestanci zostali zaatakowani przez działaczy Polskiej Wspólnoty Narodowej. Zdarzenie to doprowadziło do powstania nieformalnej grupy o nazwie Radykalna Akcja Antyfaszystowska. Jej celem stało się zorganizowanie grup osób, których zadaniem było ochranianie demonstracji i lokali oraz fizyczna konfrontacja z przeciwnikami.
Tak jak w latach 90. ruch Antify w Polsce był zdominowany przez środowiska anarchistyczne, tak od początku XXI w. pojawiły się inne wpływy. Zaczęto w ramach ruchu używać symbolu Trzech Strzał, który nawiązuje do ruchu antyfaszystowskiego z międzywojennej Polski oraz Frontu Żelaznego. Różne grupy zajmują się patrolowaniem ulic, zamazywaniem rasistowskich, faszystowskich czy nacjonalistycznych symboli; wydawaniem prasy, organizacją treningów samoobrony czy blokowaniem jak i również ochroną manifestacji. Niekiedy polscy antyfaszyści współpracują z antyfaszystami z innych krajów, m.in. z Niemiec – kiedy biorą udział w blokadach neonazistowskich manifestacji w Niemczech, a niemieccy w blokadach manifestacji w Polsce. Polscy antyfaszyści wielokrotnie brali udział w blokadach corocznych marszów niemieckich nacjonalistów w Dreźnie w rocznicę zbombardowania tego miasta.
W okresie wzrostu popularności internetu w Polsce zaczęły pojawiać się portale internetowe czy blogi prowadzone przez grupy i osoby prywatne powiązane z ruchem antyfaszystowskim. Jako przykłady działających w tamtym czasie stron można przytoczyć powiązane z ruchem Antify: Antifa Wildeast, Wieści z antyfaszystowskiego frontu, Narodowa Antifa czy Centrum Informacji Anarchistycznej; a także mniej radykalne: Przestrzeń miasta czy Kiluj.pl.

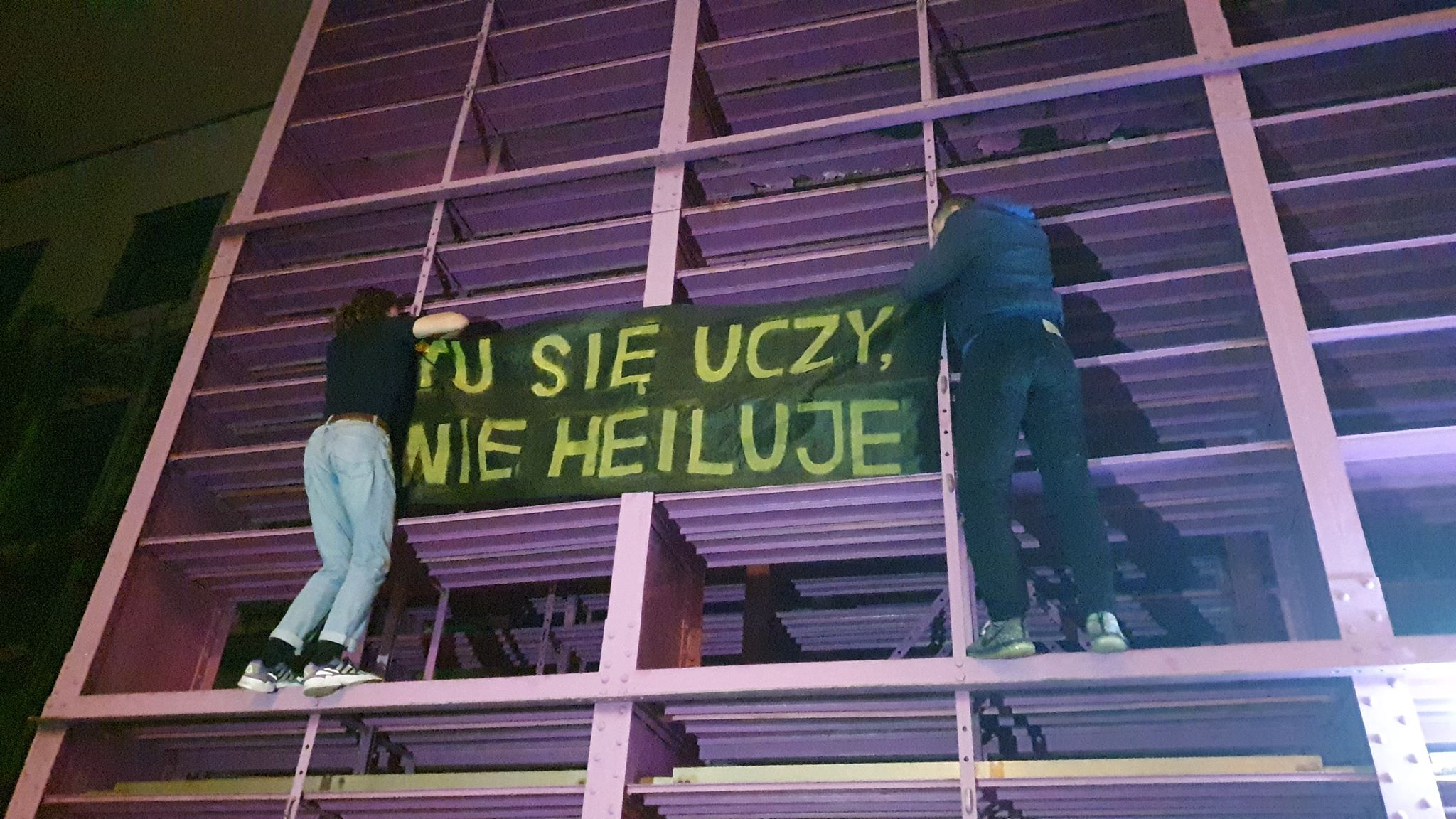
Baner Studenckiego Komitetu Antyfaszystowskiego na Uniwersytecie Warszawskim (2019).

W 2009 powstał ruch Porozumienie 11 Listopada. Skupiał on takie organizacje jak Krytyka Polityczna, Kampania przeciw Homofobii, Ogólnopolskie Porozumienie Związków Zawodowych, a także różne organizacje anarchistyczne i lewicowe. Liczył około 100 członków i nie posiadał stałej siedziby, jednak organizowane przez nie manifestacje o charakterze antyfaszystowskim przyciągały tysiące osób i zazwyczaj zyskiwały rozgłos medialny. Choć Porozumienie nie współpracowało z żadnym ugrupowaniem politycznym, w akcjach pod jego patronatem brali udział także politycy, działacze społeczni, reprezentacje większych organizacji, a także ekipy Antify. Działalność Porozumienia w swoim założeniu miała charakter pokojowy. Do 2011 główną inicjatywą ruchu były coroczne blokady Marszów Niepodległości, jednak po 2012 porzucono tę metodę i zamiast tego ruch skupił się na organizowaniu alternatywnych marszy.

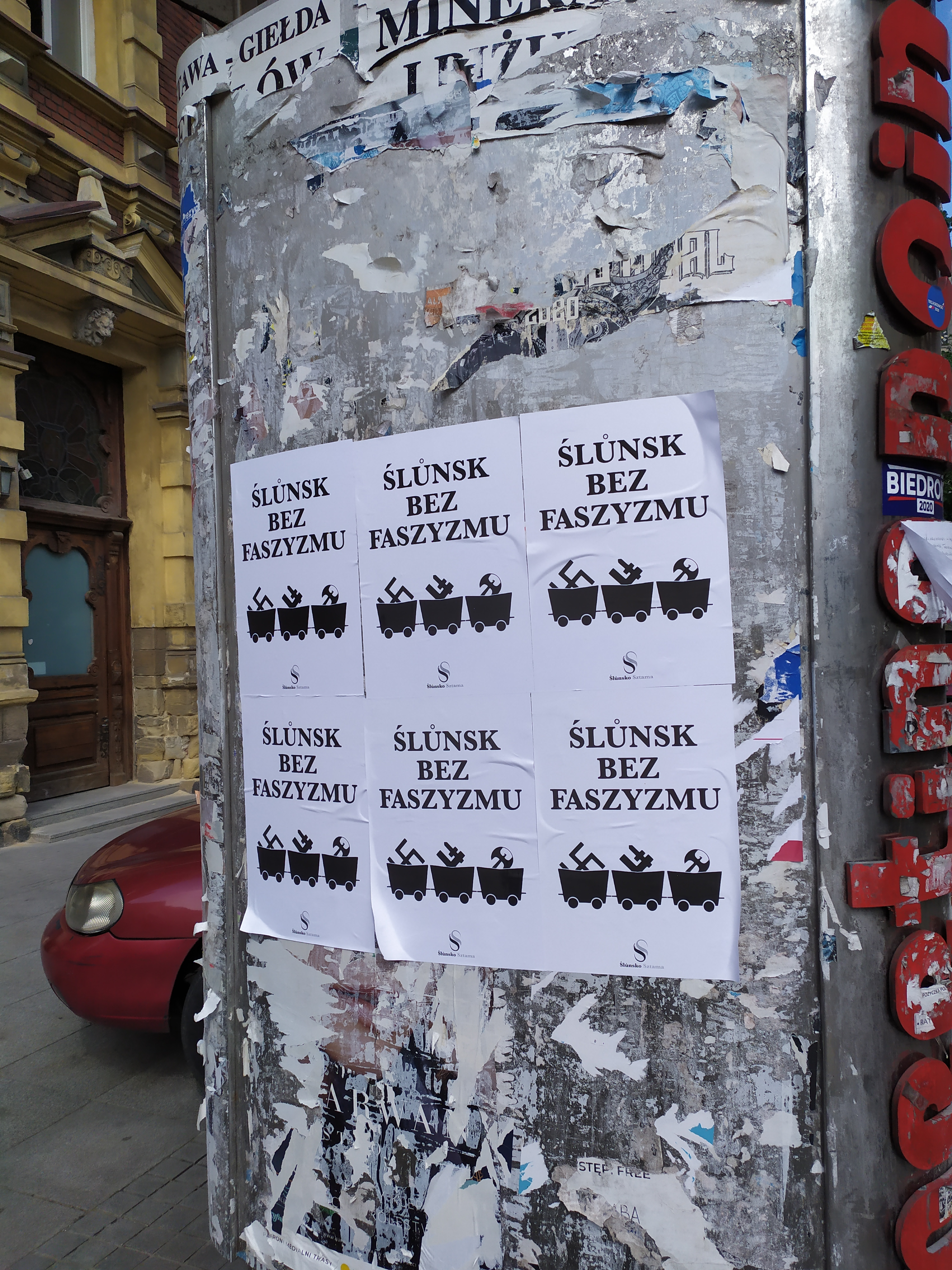
Plakaty antyfaszystowskie w Katowicach (2020)

11 października 2017 powstała Koalicja Antyfaszystowska Zmowa Powszechna. W jej skład weszło kilkanaście organizacji, m.in. Ogólnopolski Strajk Kobiet, Otwarta Rzeczpospolita, kolektyw Syrena, Obywatele RP i Uniwersytet Zaangażowany. Organizatorzy oświadczyli, że ich celem jest przeciwstawienie nacjonalizmowi, rasizmowi, seksizmowi i nienawiści innych wartości – wolności, równości, solidarności i wzajemnej pomocy. Domagają się delegalizacji ONR i Młodzieży Wszechpolskiej. Organizatorzy zapowiedzieli też o walkę z tym jak ich zdaniem nacjonaliści przedstawiają historię i wyrazili opinię, że władza (wówczas Prawo i Sprawiedliwość i Rząd Beaty Szydło) wzmacnia i wpuszcza w swoje szeregi narodowców.
Ruch skupia się najczęściej na legalnych akcjach, takich jak pikiety, wykłady, konferencje, wydawanie prasy, zinów, książek, prowadzenie portali, blokady przemarszów skrajnej prawicy czy ochrona marszów przed napadami. Do największych organizacji antyfaszystowskich zaliczyć można: Radykalna Akcja Antyfaszystowska, Antyfaszystowska Warszawa, Koalicja Antyfaszystowska Zmowa Powszechna, 161 Crew, Przychodnia Skłot, Kolektyw Syrena, Federacja Anarchistyczna, Rytmy Oporu, Studencki Komitet Antyfaszystowski, Akcja Demokracja, Razem przeciwko Nacjonalizmowi czy Stowarzyszenie „Nigdy Więcej” (organizujące akcje takie jak Muzyka Przeciwko Rasizmowi czy Wykopmy rasizm ze stadionów). W 2012, po kilku pobiciach i napaściach, które według działaczy antyfaszystowskich miały związek z rasizmem i ksenofobią, a także przypadkowej ofierze śmiertelnej, w Białymstoku zorganizowano antyfaszystowski marsz z udziałem około 200 osób. Podobny marsz odbył się również w Katowicach.
W ramach polskiego ruchu widoczne są odwołania do międzywojennych tradycji antyfaszystowskich (m.in. Czerwona Strzała, Akcja Socjalistyczna), jak również do działań polskiego ruchu oporu w czasie II wojny światowej, przy czym często przywołuje się takie wydarzenia jak powstanie warszawskie czy powstanie w getcie warszawskim, jak również przywołuje takie sylwetki jak Irena Sendlerowa, Krzysztof Kamil Baczyński lub Stefan Rowecki.
Do idei antyfaszyzmu odwołują się również niektóre partie polityczne, m.in. Polska Partia Socjalistyczna, Lewica Razem czy Sojusz Lewicy Demokratycznej.

#### Wiece i manifestacje
- 12 stycznia 2008 grupa Antifa Białystok zorganizowała manifestację, w której wzięło udział ponad sto osób. Antyfaszystowski marsz, zorganizowany w tym mieście pierwszy raz od trzech lat, był odpowiedzią na dewastacje miejsc pamięci po białostockich Żydach i malowanie swastyk na murach[44].
- 11 listopada 2009 Porozumienie 11 listopada zorganizowało pikietę pod warszawskim przystankiem metra przy Świętokrzyskiej i blokowało Nowy Świat[45][46]. Wśród przemawiających na pikiecie była Halina Bortnowska. Część osób odłączyła się od pikiety by na własną rękę zablokować Marsz Niepodległości na ulicy Senatorskiej. Porozumienie oskarżyło policję o wprowadzenie do tłumu przy metrze tajniaków, którzy prowokowali pikietujących. Tego samego dnia grupa 120 antyfaszystów próbowała zablokować Marsz Niepodległości na ulicy Senatorskiej, nie wiedząc, że trasa marszu została zmieniona. Doszło do szarpaniny z policją, w czasie której zatrzymano 14 osób[45].
- 11 listopada 2010 miała miejsce największa antyfaszystowska blokada. Wzięło udział ponad 3 tys. osób. Akcję wspomagała Gazeta Wyborcza, której przedstawiciele rozdawali blokującym gwizdki do zagłuszania haseł nacjonalistów. W blokadzie wziął udział ruch Rytmy Oporu i po raz kolejny Halina Bortnowska. Manifestujący blokowali ulicę spiętymi ze sobą rowerami. Spod kontroli wymknęli się członkowie Radykalnej Akcji Antyfaszystowskiej, którzy pobiegli w stronę narodowców i zaczęli rzucać w nich kostką brukową. Policja otoczyła blokadę kordonem i zmieniła trasę Marszu. Tego dnia masowo były blokowane także strony internetowe o tematyce nacjonalistycznej[25].
- 11 listopada 2011 porozumienie zorganizowało wiec Kolorowa Niepodległa[47]. W wiecu brał udział między innymi Jacek Żakowski[48]. Doszło wtedy do starć między uczestnikami Marszu Niepodległości, a wiecem. Zatrzymano w sumie 210 osób, w tym 92 Niemców i dwóch innych obcokrajowców. Organizatorzy obu manifestacji potępili zamieszki, ale odmówili wzięcia na siebie odpowiedzialności za nie. Wcześniej osoby z ruchu niemieckiej Antify zapowiadały uczestnictwo w blokadzie. Pięcioro z zatrzymanych Niemców zostało zidentyfikowanych jako działacze Antify i w grudniu 2011 zostali skazani przez warszawski sąd na kary od 6 do 10 miesięcy pozbawienia wolności w zawieszeniu za udział w zbiegowisku i atakowanie policjantów[49][50].
- 15 kwietnia 2012 ulicami Białegostoku przeszła manifestacja Stop faszystowskiej przemocy. Wyrażała ona sprzeciw wobec przejawów agresji na tle rasistowskim i ksenofobicznym. Manifestacja została zorganizowana w odpowiedzi na liczne brutalne wydarzenia jakie miały miejsce w tym mieście. Zaliczało się do nich pobicie i okaleczenie Ormianina, zastraszanie pracowników klubu Rejs, napad na klientów klubu Pub Fiction i pobicie ze skutkiem śmiertelnym (podejrzani byli związani z Krew i Honor)[51]. Demonstracja odbyła się bez incydentów, z wyjątkiem wylegitymowania przez policję kilku mężczyzn, którzy mogli chcieć zakłócić przebieg marszu[52].
- 11 listopada 2012 Porozumienie 11 listopada po raz pierwszy postanowiło nie organizować blokady. Zamiast tego, zorganizowało swój własny marsz, alternatywny do Marszu Niepodległości[53]. Marsz antyfaszystów Razem Przeciwko Faszyzmowi i Nacjonalizmowi przeszedł obok miejsc związanych z aktami przemocy ze strony nacjonalistów. W swoim oświadczeniu organizatorzy napisali, że celem marszu jest obnażyć oblicze, ciągłość i wspólne korzenie przedwojennych i współczesnych ugrupowań faszyzujących w Polsce i przypomnieć historię polskiego ruchu antyfaszystowskiego[54].
- 18 czerwca 2013 kolektyw Antyfaszystowska Warszawa zorganizował przed ambasadą Rosyjską pikietę solidarnościową z Aleksiejem Gaskarowem, rosyjskim antyfaszystą, który w został aresztowany pod zarzutem udziału w zamieszkach i przemocy wobec urzędników w czasie demonstracji, która miała miejsce rok wcześniej. Antyfaszystowska Warszawa wywiesiła też bilbord promujący akcję w centrum Warszawy[55].
- 9 listopada 2013 Koalicja Razem przeciwko Nacjonalizmowi urządziła manifestację ku pamięci nocy kryształowej[28][23], kiedy Porozumienie 11 Listopada wyjątkowo postanowiło nie organizować własnej manifestacji[18]. Decyzja o organizacji marszu w inny dzień niż Narodowe Święto Niepodległości, zapowiedź braku blokady i jawna deklaracja organizatorów, że marsz nie ma w swoim założeniu być alternatywą dla Marszu Niepodległości wywołała kontrowersje w środowisku antyfaszystowskim[18]. W 2013 w demonstracji wzięła udział między innymi Antyfaszystowska Warszawa i Ogólnopolskie Porozumienie Związków Zawodowych, nie odnotowano żadnych incydentów[28].
- 9 listopada 2014 koalicja Razem przeciwko Nacjonalizmowi ponownie urządziła manifestację z okazji rocznicy Nocy Kryształowej. Udział w niej wzięły Antyfaszystowska Warszawa, 161 Crew, Przychodnia Skłot, Kolektyw Syrena, Pracownicza Demokracja, Warszawska Federacja Anarchistyczna[23], Polska Partia Pracy – Sierpień 80 i Koalicja Ateistyczna[56]. Odnotowano jeden incydent – doszło do szarpaniny pomiędzy Antifą a członkami Komunistycznej Młodzieży Polski, którzy chcieli przyłączyć się do marszu[57][58]. Policja ukarała sześciu uczestników szarpaniny mandatami[23][51].
- 7 listopada 2015 odbył się trwający trzy godziny marsz Solidarność zamiast nacjonalizmu[59]. Został on zorganizowany we współpracy z innymi formalnymi organizacjami i nieformalnymi grupami: Pracownicza Demokracja, Antyfaszystowska Warszawa, 161 Crew, Centrum Wielokulturowe w Warszawie, Fundacja Inna Przestrzeń i polski oddział Amnesty International[60][61]. Około 1000 osób przeszło warszawskim Śródmieściem. Wśród uczestników był Mateusz Kijowski, który jednak stwierdził po marszu, że uczestnicy antyfaszystowskiej demonstracji niczym nie różnią się od uczestników Marszu Niepodległości i nigdy więcej nie wziął udziału w podobnej akcji[48]. Na trasie marszu znalazły się między innymi Pomnik Bohaterów Getta i gmach Zachęty. Jak stwierdził jeden z organizatorów, nie miała być to kontrmanifestacja wobec Marszu Niepodległości, a jedynie demonstracja w proteście przeciwko agresywnemu zachowaniu nacjonalistów i nawoływaniu do łamania praw człowieka. W wystąpieniach w czasie marszu nawoływano do pomocy syryjskim uchodźcom i obarczano Unię Europejską współodpowiedzialnością za kryzysy, które spowodowały ich napływ. Nie odnotowano żadnych przypadków łamania prawa przez demonstrantów[59].
- 11 listopada 2016 Porozumienie 11 listopada zorganizowało marsz Sprzeciw się nacjonalizmowi – za wolność naszą i waszą. Wśród organizatorów byli także Kolektyw Syrena, Partia Razem, Antyfaszystowska Warszawa, Warszawska Federacja Anarchistyczna, fundacja Feminoteka, Inicjatywa Pracownicza i Partia Zieloni[62][63][64]. W marszu wzięły udział liczne organizacje, fundacje i grupy nieformalne, takie jak: Przychodnia Skłot, Dziewuchy Dziewuchom, Pracownicza Demokracja, Ogólnopolskie Porozumienie Związków Zawodowych, Warszawski Chór Rewolucyjny Warszawianka i Miłość nie wyklucza[65]. Manifestacja przeszła ulicami: Krakowskie Przedmieście, pl. Piłsudskiego, pl. Małachowskiego, Królewska, Nowy Świat i Świętokrzyska na pl. Powstańców Warszawy. Uczestnicy zatrzymywali się na trasie m.in. przed Pałacem Prezydenckim, Zachętą, Uniwersytetem Warszawskim i Ministerstwem Finansów[63]. minister spraw wewnętrznych i Administracji Mariusz Błaszczak ogłosił, że w marszu wzięło udział ok. 900 osób, jednak według organizatorów było ich ok. 5000. W czasie marszu nie doszło do incydentów[64].
- 7 maja 2017, w rocznicę kapitulacji III Rzeszy przed aliantami, w Tczewie odbyła się Pikieta przeciw Dyskryminacji i Faszyzmowi zorganizowana przez nieformalną koalicję Tczew bez nienawiści. Odbyła się przy ulicy Pomorskiej 17[66], pomiędzy dworcem PKP a Galerią Kociewską[67]. Wzięły w niej udział środowiska lewicowe, a wśród nich przedstawiciele Antify oraz Feministycznej Brygady Rewolucyjnej (FeBRa)[67]. Młodzież Wszechpolska zorganizowała kontrmanifestację, w której udział wzięli także Obóz Narodowo-Radykalny, środowiska kibicowskie oraz przedstawiciele ruchu pro-life z transparentami przeciwko aborcji[66]. Do bójki doszło przed godziną 14:00[68], w momencie, kiedy jeden z uczestników pikiety narodowców próbował wyrwać flagę manifestantce z przeciwnego obozu. W starciu uczestniczyło po kilkanaście osób z obu stron. Policja w dwóch radiowozach, w tym jednym nieoznakowanym, wjechała na plac dopiero po zakończeniu bójki. Uczestnicy manifestacji oraz jej obserwatorzy zarzucają policji brak interwencji. Według Dziennika Bałtyckiego, jeden z policjantów miał powiedzieć, że w czasie bójki policjanci nie interweniowali w obawie o swoje bezpieczeństwo[66]. Asp. sztab. Dawid Krajewski oświadczył, że grupa skrajnej prawicy prawdopodobnie wkroczyła na teren manifestacji środowisk antyfaszystowskich[68], ale ze wstępnych ustaleń wynika, że nie doszło w tym miejscu do przestępstwa. Nikogo nie zatrzymano w związku ze zdarzeniem[67].
- 11 listopada 2017 Koalicja Antyfaszystowska Zmowa Powszechna zorganizowała kolejną manifestację alternatywną do Marszu Niepodległości. Hasło marszu brzmiało Za wolność waszą i naszą[19]. W marszu wzięli udział między innymi Antyfaszystowska Warszawa, Autonomiczna Przestrzeń Edukacyjna, Codziennik Feministyczny, Feministyczna Brygada Rewolucyjna FeBRa, Kolektyw Przychodnia, Kolektyw Syrena, Obywatele RP, Opinia Bieżąca, Porozumienie Kobiet 8 Marca, Partia Razem, Pracownicza Demokracja, Queer Solidarnie, Stowarzyszenie Wszyscy Razem, Warszawska Komisja Środowiskowa OZZ Inicjatywa Pracownicza, Warszawski Chór Rewolucyjny, Warszawski Strajk Kobiet, Partia Zielonych i Żydowski Blok Antyfaszystowski[69][70][19]. Marsz ruszył około godziny 14:30 z placu Politechniki, przeszedł ulicą Mokotowską, a później przez plac Zbawiciela. Po kilkunastominutowym postoju na placu Trzech Krzyży i skandowaniu haseł pod adresem uczestników Marszu Niepodległości uczestnicy manifestacji antyfaszystowskiej ruszyli ulicą Wiejską przed budynek Sejmu, gdzie ich demonstracja zakończyła się po godzinie 16:00. Policja i specjalne bariery odgradzały uczestników marszu od Nowego Światu i Alei Jerozolimskich, którymi przechodził Marsz Niepodległości. Wcześniej policja zatrzymała grupę Obywateli RP kontrmanifestujących przy trasie Marszu Niepodległości. Zostali oni przewiezieni na komendę. Grupa około 200 antyfaszystów po zakończeniu oficjalnego marszu przeszła pod komendę śródmiejskiej policji przy ul. Wilczej, gdzie skandowali: Uwolnić zatrzymanych i Wolność, równość, pomoc wzajemna. Protestujący przed komendą rozeszli się około godziny 17:00[19][20].Marsz Antyfaszystowski w Warszawie (2019). Na zdjęciu widoczny blok organizacji Akcja Demokracja.

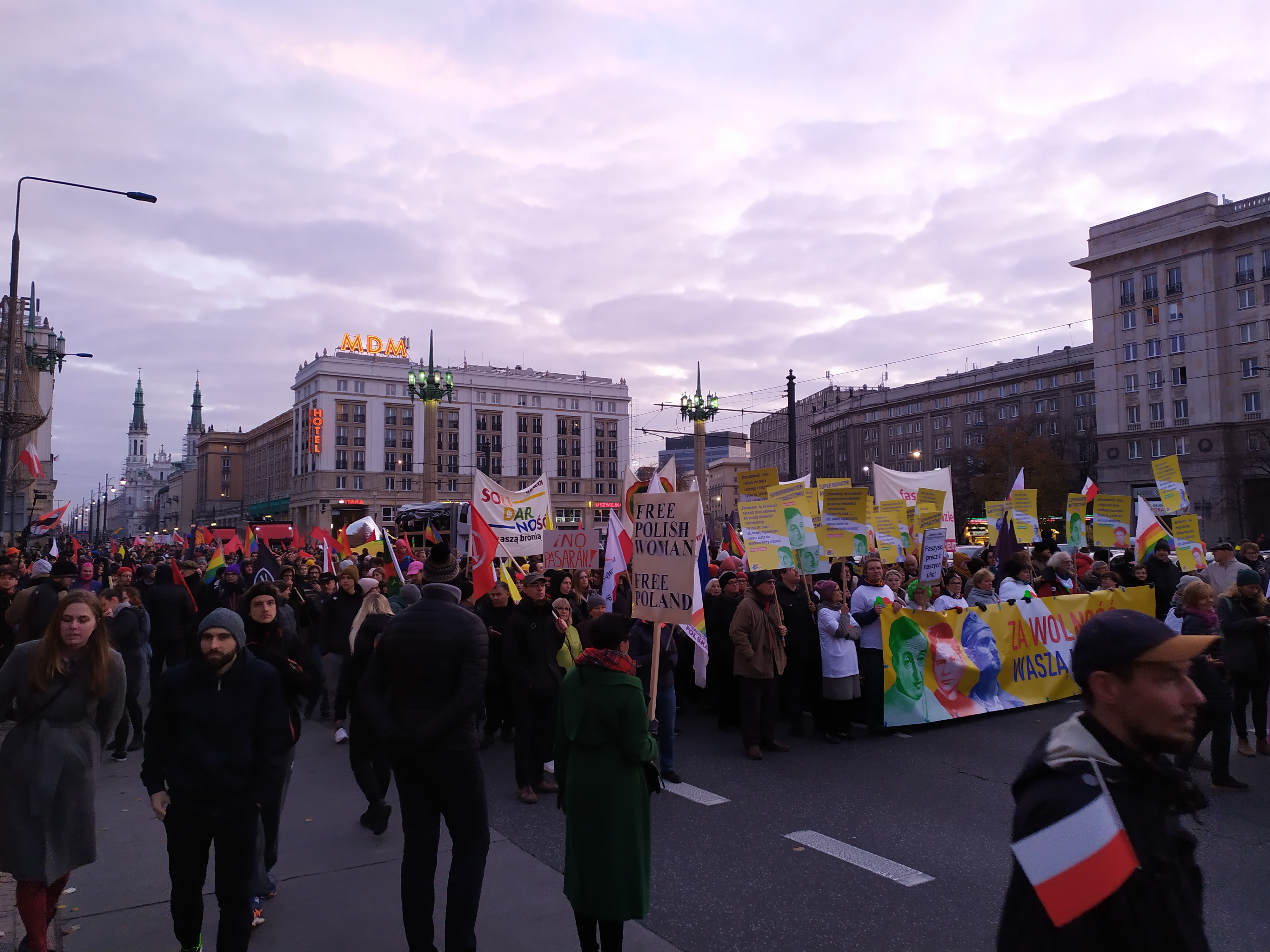
Marsz Antyfaszystowski w Warszawie (2019). Na zdjęciu widoczny blok organizacji Akcja Demokracja.

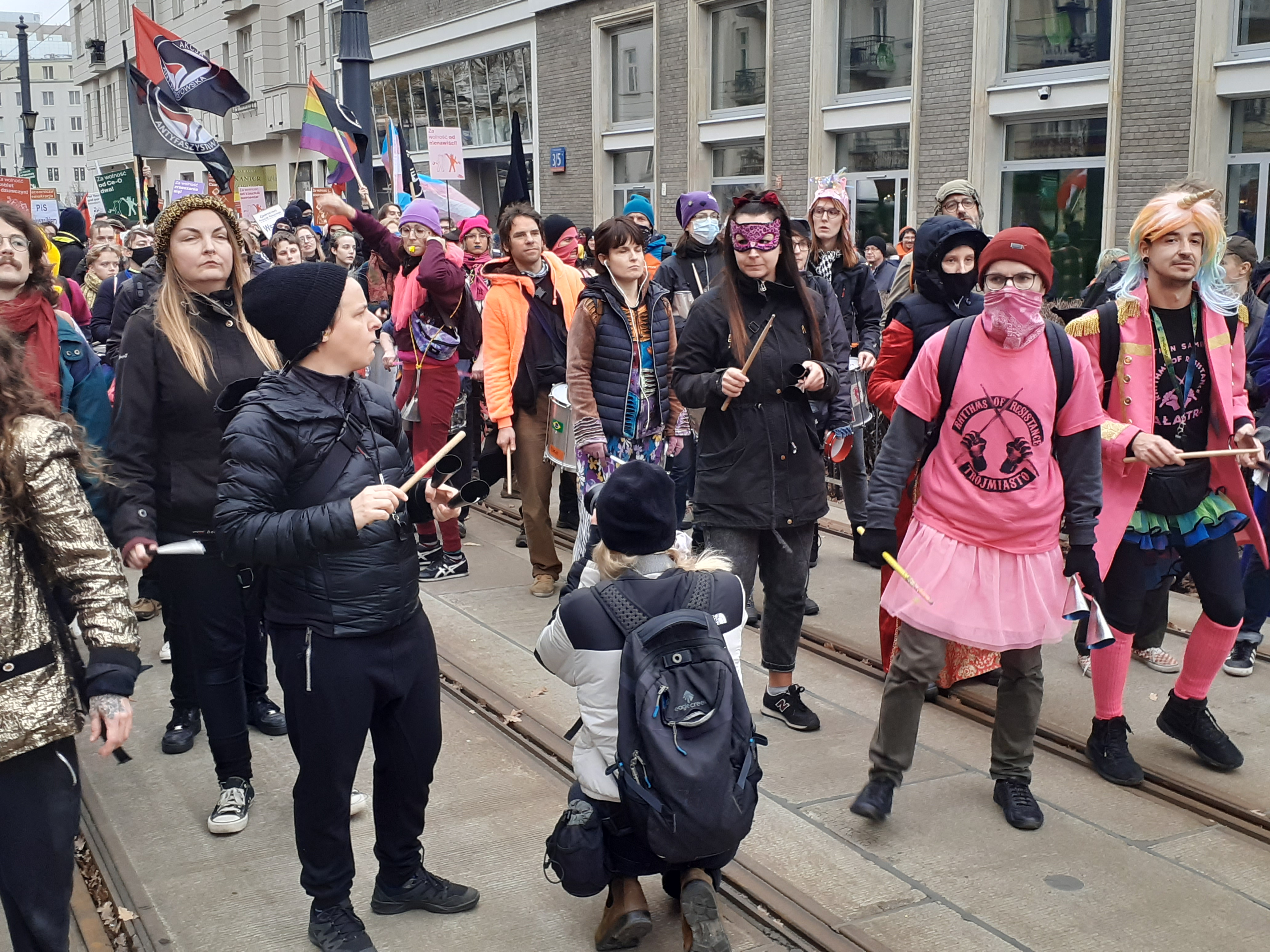
Antyfaszystowskie streetparty w Warszawie w 2022.

- 15 listopada 2017 w centrum Poznania odbyła się pikieta antyfaszystów, wśród których byli członkowie partii Razem, grupy Stonewall i Komitetu Obrony Demokracji. Bezpośrednim przyczynkiem manifestacji było spotkanie z posłem Robertem Winnickim, szefem Ruchu Narodowego, które odbyło się w pubie Reduta przy ulicy Strzałowej. Antyfaszyści spotkali się, by wygwizdać to spotkanie. W pobliżu manifestowali też nacjonaliści, którzy skandowali hasła przeciwko ruchowi antyfaszystowskiemu. Policjanci odgradzali obie pikiety, a po pewnym czasie zaczęli spychać członków zgromadzenia nacjonalistów w głąb ulicy Strzałowej, ponieważ ich pikieta nie była zgłoszona, więc została uznana za nielegalną. Narodowcy tłumaczyli jednak, że przyszli na spotkanie z posłem i na zmianę wchodzili i wychodzi z Reduty aby uniknąć oskarżenia o nielegalne zgromadzenie. Przedstawiciele obu grup nawoływali, by nie dać się sprowokować. Nie doszło do poważniejszych starć. Andrzej Borowiak, rzecznik wielkopolskiej policji oszacował, że po obu stronach zebrało się po około 450-500 osób[71].
- 1 maja 2018 Studencki Komitet Antyfaszystowski i Obywatele RP, wraz z innymi grupami Antify, zorganizowali w Warszawie na skrzyżowaniu Nowego Światu i ul. Świętokrzyskiej blokadę demonstracji neonazistowskiej formacji Szturmowcy. Dzięki wykorzystaniu elementów otoczenia (betonowych zapór drogowych) i zaskoczenia blokada odniosła sukces[72].
- 11 listopada 2018 odbyła się demonstracja antyfaszystowska w Warszawie, tak jak w poprzednich latach pod nazwą „Za wolność waszą i naszą!”, i z podtytułem „Prawa zdobywa się w walce”, organizowana przez Koalicję Antyfaszystowską. Według organizatorów zgromadziła ok. 8 tysięcy osób[73].
- Na 6 kwietnia 2019 swoją demonstrację na kampusie Uniwersytetu Warszawskiego zapowiedziało konserwatywno-narodowe Stowarzyszenie Studentów Polskich, zrzeszające młodych prawicowców. Studencki Komitet Antyfaszystowski przeprowadził kontrdemonstrację do tego wydarzenia pod nazwą „Tu się uczy, nie heiluje!”. Niedługo przed podaną przez SSP godziną rozpoczęcia swojej pikiety Rektor UW zabronił im wejścia na teren kampusu. Ostatecznie na Krakowskim Przedmieściu zebrało się więcej antyfaszystów niż prawicowców, co zostało uznane przez SKA za sukces.
- 11 listopada 2019 odbyła się największa w historii III RP demonstracja antyfaszystowska z cyklu manifestacji „Za Wolność Waszą i Naszą!”, tym razem z podtytułem „Za przyszłość naszą i waszą”. Organizatorami wydarzenia były organizacje i inicjatywy: Koalicja Antyfaszystowska, Akcja Demokracja, Antyfaszystowska Warszawa, Porozumienie Kobiet 8 Marca, Studencki Komitet Antyfaszystowski oraz przestrzeń inicjatyw „Syrena”. Manifestacja zgromadziła 12 000-15 000 uczestników. W marszu wzięli udział niektórzy politycy Wiosny, Razem, Koalicji Obywatelskiej[74], a także Polskiej Partii Socjalistycznej[75].

## Przepisy prawne
Już w 1997 związek między faszyzmem a jego przejawami w formie nawoływania do nienawiści na różnym tle dostrzegł ustawodawca, wprowadzając stosowne zapisy w polskim kodeksie karnym:
Ustawa z dnia 6 czerwca 1997 r. Kodeks karny (Dz.U. z 2022 r. poz. 1138, z późn. zm.):
| Art. 256. |
| § 1. Kto publicznie propaguje nazistowski, komunistyczny, faszystowski lub inny totalitarny ustrój państwa lub nawołuje do nienawiści na tle różnic narodowościowych, etnicznych, rasowych, wyznaniowych albo ze względu na bezwyznaniowość, podlega karze pozbawienia wolności do lat 3. |
| § 1a. Tej samej karze podlega, kto publicznie propaguje ideologię nazistowską, komunistyczną, faszystowską lub ideologię nawołującą do użycia przemocy w celu wpływania na życie polityczne lub społeczne. |
| § 2. Karze określonej w § 1 podlega, kto w celu rozpowszechniania produkuje, utrwala lub sprowadza, nabywa, zbywa, oferuje, przechowuje, posiada, prezentuje, przewozi lub przesyła druk, nagranie lub inny przedmiot, zawierające treść określoną w § 1 lub 1a albo będące nośnikiem symboliki nazistowskiej, komunistycznej, faszystowskiej lub innej totalitarnej, użytej w sposób służący propagowaniu treści określonej w § 1 lub 1a. |

| Art. 257. |
| Kto publicznie znieważa grupę ludności albo poszczególną osobę z powodu jej przynależności narodowościowej, etnicznej, rasowej, wyznaniowej albo z powodu jej bezwyznaniowości lub z takich powodów narusza nietykalność cielesną innej osoby, podlega karze pozbawienia wolności do lat 3. |